# (291855) Calabròcorrado
(291855) Calabròcorrado est un astéroïde de la ceinture principale.

## Description
(291855) Calabròcorrado est un astéroïde de la ceinture principale. Il fut découvert le 28 juillet 2006 à Androuchivka par l'observatoire astronomique d'Androuchivka. Il présente une orbite caractérisée par un demi-grand axe de 2,38 UA, une excentricité de 0,22 et une inclinaison de 1,2° par rapport à l'écliptique.